# Oberonia delicata
Oberonia delicata är en orkidéart som beskrevs av Zhan Huo Tsi och Sing Chi Chen. Oberonia delicata ingår i släktet Oberonia och familjen orkidéer. Inga underarter finns listade i Catalogue of Life.